# Verklärungskathedrale (Dnipro)
Koordinaten: 48° 27′ 29″ N, 35° 3′ 59″ O

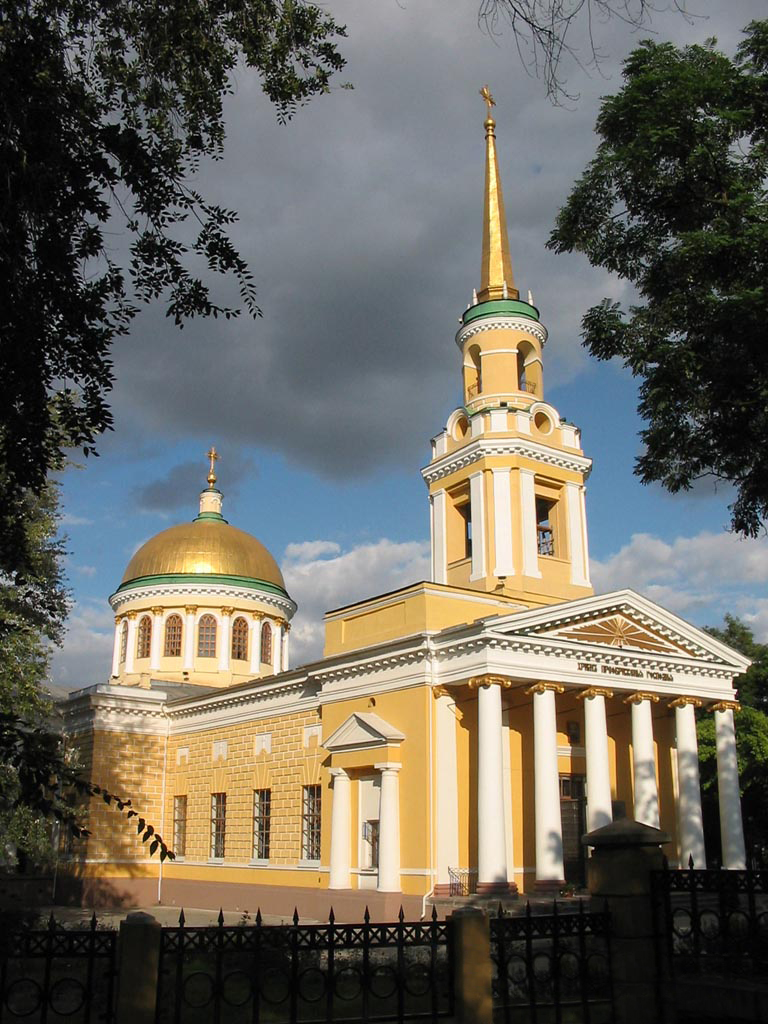
Die Verklärungskathedrale

Die Verklärungskathedrale (ukrainisch Спасо-Преображенський кафедра́льний собор; russisch Спасо-Преображенский кафедральный собор Spasso Preopraschenski kathedralni Sobor) auf dem Oktoberplatz im Zentrum von Dnipro (Stadtteil Sobor) ist eine im Wesentlichen zu Anfang des 19. Jahrhunderts erbaute und in den 1970ern möglichst originalgetreu restaurierte Ukrainisch-Orthodoxe Kirche (2022) zum Gedenken an die Verklärung des Herrn. Sie gilt als zentrales Gotteshaus der Orthodoxie in Dnipro und ist ein Architekturdenkmal von nationaler Bedeutung.

## Geschichte
Die Kirche wurde als Hauptkirche des nach dem 5. Russischen Türkenkrieg (1768–1774) neu eroberten Neurussland geplant und sollte selbst den Petersdom in Rom übertreffen.
Die – im Stile des Klassizismus erbaute – Kathedrale wurde erstmals im Jahre 1787 in den Städtebauplänen für das gerade gegründete Jekaterinoslaw erwähnt und noch im selben Jahr offiziell gegründet. Der Grundstein wurde 1787 von Katharina II. und Joseph II. gelegt. Die Bauarbeiten fanden jedoch erst von 1830 bis 1835 statt.
Von 1930 bis 1988 fanden keine Gottesdienste statt und von 1975 bis 1988 befand sich hier ein Museum der Religion und des Atheismus. Nach einem Erdbeben im Jahre 1888 erlitt das Gebäude Fassadenrisse. Während des Zweiten Weltkrieges erlitt das Gebäude erheblichen Schaden und konnte erst 1975 restauriert werden.

## Galerie

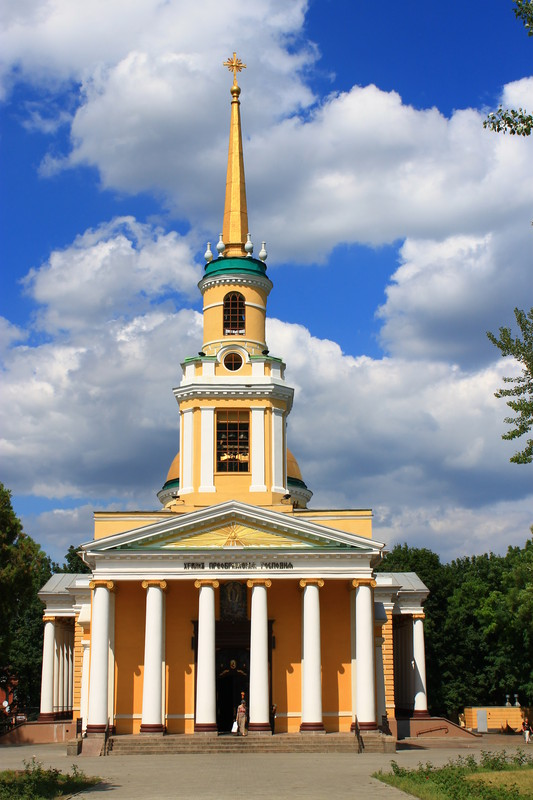
Frontansicht
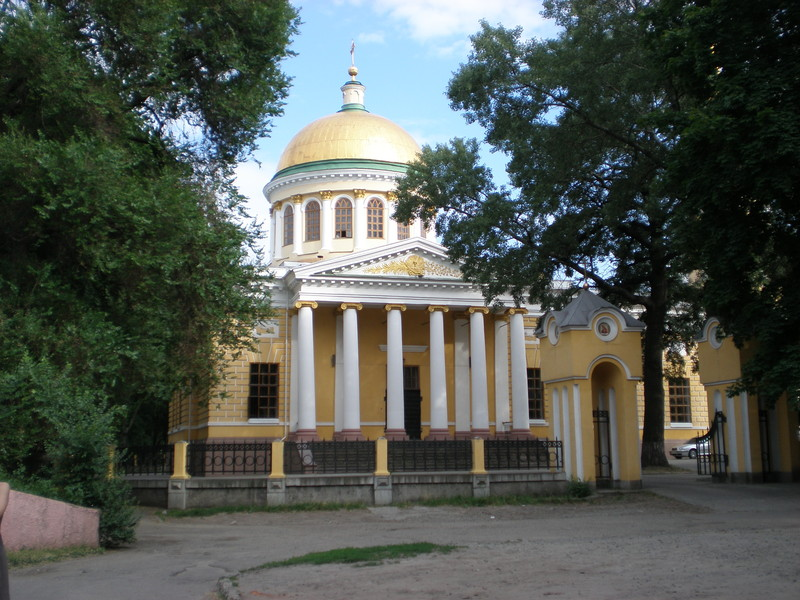
Außenansicht
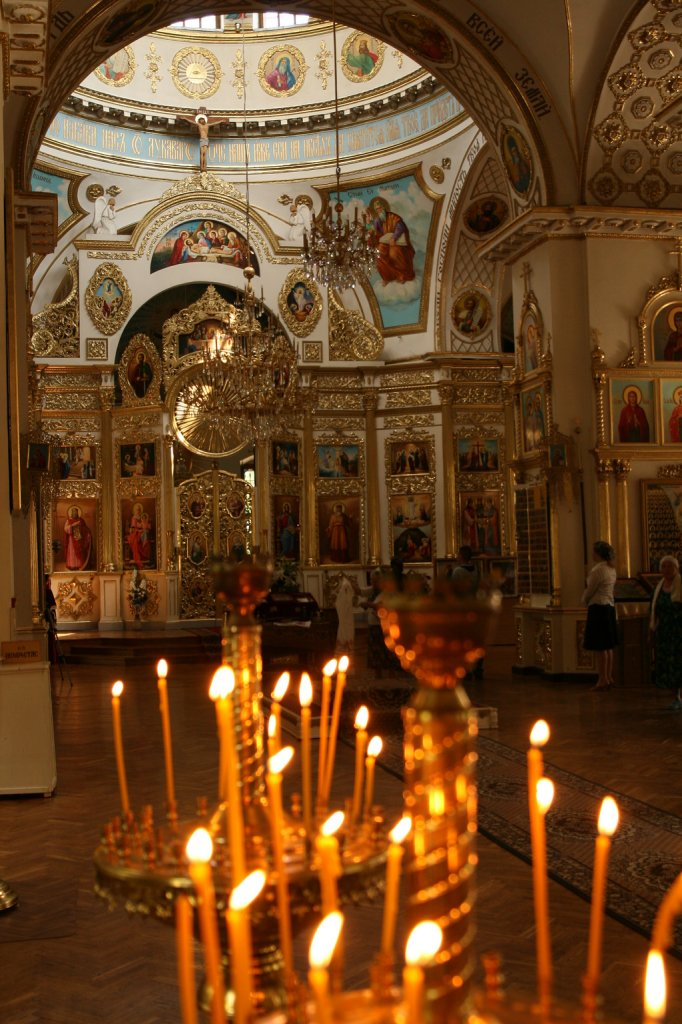
Innenansicht
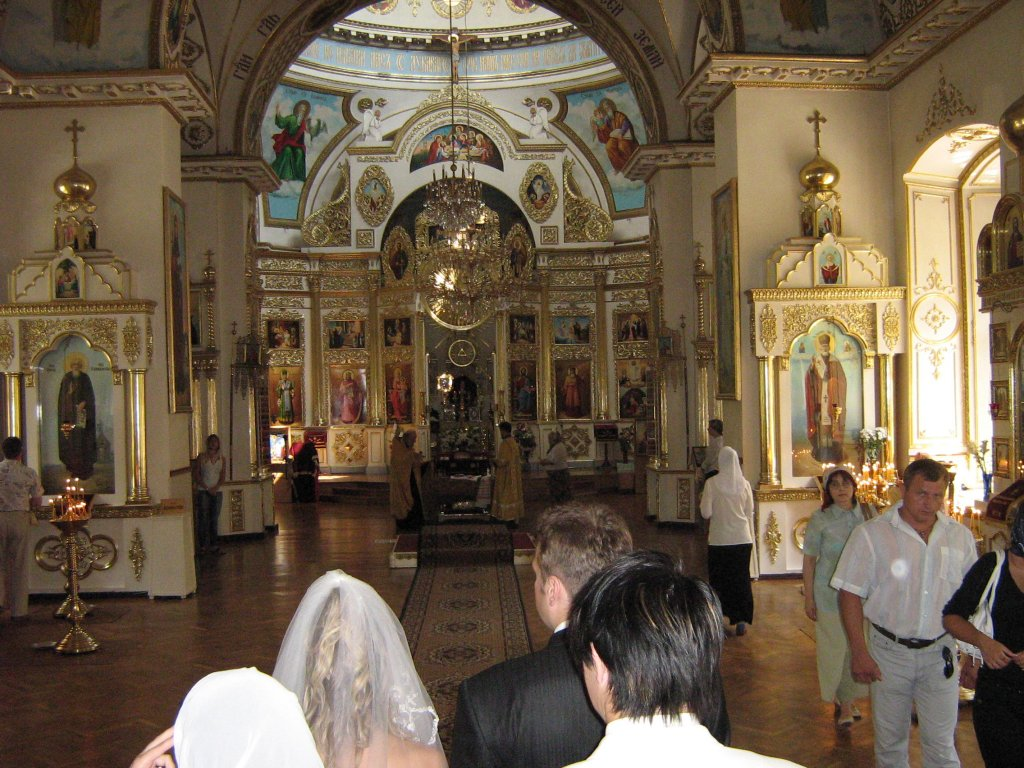
Gottesdienst